# Blank (Lied)
Blank ist ein Lied des deutschen Sängers, Komponisten und Produzenten Stephan Remmler. Es erschien am 22. April 1993 als erste Single aus Remmlers vierten Soloalbum Vamos.

## Hintergrund
Remmler hatte 1992 sein Soloalbum BarbarellaMortadellaohneTeller bereits komplett fertiggestellt, dann allerdings verworfen, da es ihm angesichts zunehmender Fremdenfeindlichkeit in Deutschland zu sacht erschien. Er verwarf mehrere Lieder des Albums, nahm neue Lieder auf und veröffentlichte die neue Zusammenstellung 1993 auf seinem Album Vamos. Zu diesen neu aufgenommenen Liedern gehört auch Blank.
Inhaltlich wird der Hörer in Blank aufgefordert, sorglos mit Schulden umzugehen. Im Refrain heißt es dazu: „Und bist du wieder mal blank, wechsel einfach die Bank.“ Musikalisch geht Remmler, dessen Musik bislang eher dem Schlager zuzuordnen war, neue Wege. Das Arrangement ist sehr gitarrenlastig und eher dem Rock zuzuordnen. Remmler berichtete 1994 in einem Interview, dass er für den Song der Band im Studio mehr Raum geben wollte, damit der Song eckiger und kantiger klingt.

## Veröffentlichung
Blank erschien als 7″-Single, Single-CD und Maxi-CD. Auf dem Album Vamos, das am 30. April 1993, also etwa eine Woche nach der Single Blank, erschien, ist eine längere Fassung des Liedes zu hören. Ein Musikvideo wurde nicht produziert. In den deutschen Musikcharts konnten sich weder die Single Blank noch das Album Vamos platzieren.
Im Fernsehen trat Remmler mehrfach mit Blank auf, wobei bei annähernd allen Auftritten das Lied vollständig mit Band live dargeboten wurde. Begleitet wurde er von Carl Carlton (Gitarre), Pascal Kravetz (Solo-Gitarre), Ken Taylor (Bass) und Bertram Engel (Schlagzeug).